# Kurgan
Kurgan (russisk: Курган, tr. Kurgan) er en by i Kurgan oblast i Den Russiske Føderation. Kurgan er administrativt center i oblasten, og har 310.911(2021) indbyggere.

## Geografi
Kurgan ligger næsten i centrum af Eurasien, 2.044 km øst for Moskva. Byen ligger på den Vestsibiriske slette ved floden Tobol, en biflod til Irtysj, ikke langt fra grænsen til Kasakhstan. Byen er forbundet med det øvrige Rusland af den transsibiriske jernbane og den føderale hovedvej R258 "Baikal" (russisk: Федеральная автомобильная дорога Р258 "Байкал"). Kurgan er et trafikknudepunkt mellem de europæiske og asiatiske dele af landet.

### Klima
Kurgan har tempereret fastlandsklima med lange, kolde vintre og korte, varme somre. Den koldeste måned er januar med en gennemsnitstemperatur på -15,2 °C, den lavest målte temperatur i Kurgan var -47,9 °C. Den varmeste måned er juli med en gennemsnitstemperatur på 19,8 °C, den højest målte temperatur i Kurgan var 40,5 °C. Den gennemsnitlige årlige nedbør er 381 mm.

## Historie
En bosætning, Tsarjovo Gorodísjtje (russisk: Царёво Городище) blev etableret her mellem 1659 og 1662 af godsejeren Timofej Nevezjin fra Tjumen. Den blev i de følgende år udviklet som fæstningsby. Byen fungerede som en grænsepost og dens befæstede stilling gjorde det muligt at forsvare andre russiske bosættelser fra nomadeangreb. Fæstningen var ikke desto mindre ikke altid i stand til at modstå angrebene, og blev nogle gange plyndret og brændt ned.
Kurgan fik bystatus af zarina Katharina den Store i 1782, hvor den fik sit nuværende navn og blev sæde for en ujezd. Byen er opkaldt efter en gravhøj (Kurgan) tæt på den oprindelige bosættelse.
Byen blev administrativt center i Kurgan oblast i 1943.

## Demografi
| Demografisk udvikling for Kurgan fra 1710 til 2014 | Demografisk udvikling for Kurgan fra 1710 til 2014 | Demografisk udvikling for Kurgan fra 1710 til 2014 | Demografisk udvikling for Kurgan fra 1710 til 2014 | Demografisk udvikling for Kurgan fra 1710 til 2014 | Demografisk udvikling for Kurgan fra 1710 til 2014 | Demografisk udvikling for Kurgan fra 1710 til 2014 | Demografisk udvikling for Kurgan fra 1710 til 2014 |
| -------------------------------------------------- | -------------------------------------------------- | -------------------------------------------------- | -------------------------------------------------- | -------------------------------------------------- | -------------------------------------------------- | -------------------------------------------------- | -------------------------------------------------- |
| år                                                 | 1710                                               | 1789                                               | 1897                                               | 1913                                               | 1926                                               | 1939                                               | 1959                                               |
| indbyggere                                         | 539                                                | 1.071                                              | 10.301                                             | 30.000                                             | 28.000                                             | 53.253                                             | 145.712                                            |
| år                                                 | 1970                                               | 1979                                               | 1989                                               | 2002                                               | 2010                                               | 2012                                               | 2014                                               |
| indbyggere                                         | 243.850                                            | 309.863                                            | 355.517                                            | 345.515                                            | 333.606                                            | 327.898                                            | 325.720                                            |

Note: 1897 og 1926-2010 er baseret på folketællinger (1926 afrundet)
| National sammensætning af befolkningen ved folketællingen 2010 | National sammensætning af befolkningen ved folketællingen 2010 | National sammensætning af befolkningen ved folketællingen 2010 |
| Nationalitet                                                   | Antal                                                          | %                                                              |
| -------------------------------------------------------------- | -------------------------------------------------------------- | -------------------------------------------------------------- |
| Russere                                                        | 304.897                                                        | 95,9 %                                                         |
| Ukrainere                                                      | 2.768                                                          | 0,9 %                                                          |
| Tatarer                                                        | 1.734                                                          | 0,5 %                                                          |
| Kasakhere                                                      | 1.461                                                          | 0,4 %                                                          |
| Andre nationaliteter < 1.000                                   | 7.230                                                          | 2,3 %                                                          |
| Antal opgivet nationalitet                                     | 318.090                                                        | 100,0 %                                                        |
| Samlet befolkning i Kurgan                                     | 333.606                                                        |                                                                |

## Administrativ inddeling
Tekst mangler, hjælp os med at skrive teksten

## Økonomi
Tekst mangler, hjælp os med at skrive teksten

### Infrastruktur
Kurgan er et større transportknudepunkt med to jernbanestationer og lufthavn, byen ligger ved den transsibiriske jernbane.

## Uddannelse
Uddannelsesinstitutionerne i Kugan inkluderer Landbrugs akademiet, Kurgan Statsuniversitet, Kurgan Internationale Universitet, Militær akademiet, Jernbane akademiet, Forskellige teaterakademier og Arbejds- og det sociale videnskabers akademi.

## Seværdigheder
Tekst mangler, hjælp os med at skrive teksten

## Venskabsbyer
- Rufina, Italien
- Appleton, Wisconsin, USA

## Kendte fra Kurgan
Tekst mangler, hjælp os med at skrive teksten

## Eksterne henvisningen
- Wikimedia Commons har flere filer relateret til Kurgan